# Kazimierz Szuman
Kazimierz Szuman (ur. 5 maja 1826 we Władysławowie, powiat Czarnków, obecnie Huta, zm. 28 stycznia 1894 w Poznaniu) – polski działacz społeczny, prawnik.

## Życiorys
Był synem adwokata i ziemianina Maurycego i Henryki z domu Hoyer, młodszym bratem Henryka. Ukończył gimnazjum w Lesznie i studia prawnicze na Uniwersytecie Wrocławskim. Uczestniczył w walkach powstańczych w Wielkopolsce w 1848. Pracował do 1859 jako sędzia w Rogoźnie, później prowadził praktykę adwokacką we Wrześni i Szamotułach. Od 1872 mieszkał w Poznaniu.
Od 1858 był członkiem Wydziału Prawniczo-Ekonomicznego Poznańskiego Towarzystwa Przyjaciół Nauk oraz działaczem (także prezesem) Towarzystwa Pomocy Naukowej.
W 1872 z bratem Henrykiem zakładał spółkę akcyjną Bank Włościański w Poznaniu. Wchodził w skład zarządu poznańskiej Izby Adwokackiej.
Był żonaty z Izabelą Thiel (1826-1880), miał córki Izabelę (po mężu Rakowicz) i Helenę (żonę lekarza Tomasza Drobnika) oraz syna Jana.